# إدواردو أوليفيرا
إدواردو أوليفيرا (بالإسبانية: Eduardo Olivera)‏ هو رياضي خماسي مكسيكي، ولد في 17 يوليو 1945 في مدينة مكسيكو في المكسيك.

## وصلات خارجية
- إدواردو أوليفيرا على موقع أوليمبيديا (الإنجليزية)